# Khải hoàn ca

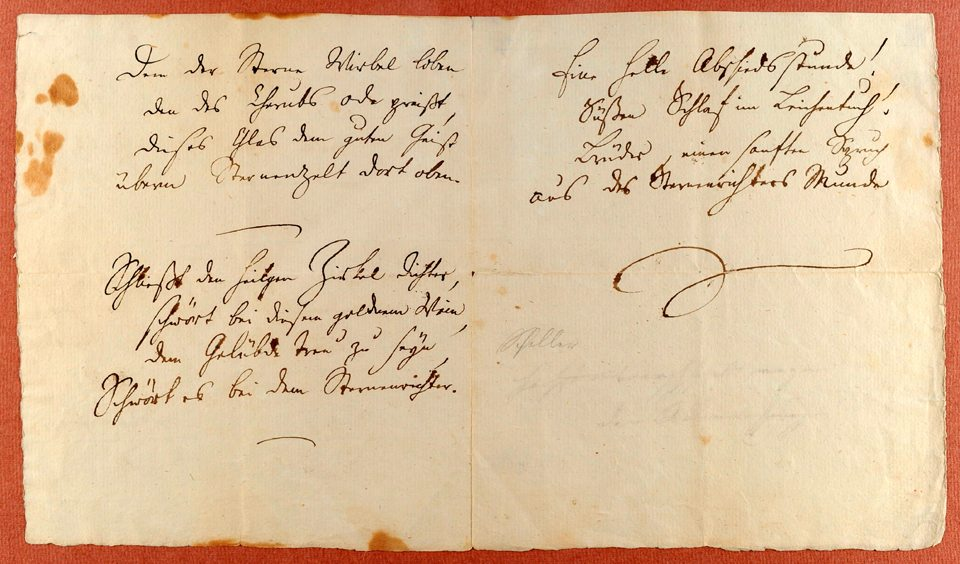
Bản thảo viết tay của tác giả.

Khải hoàn ca (tên gốc tiếng Đức: Ode an die Freude, có nghĩa là "Hoan lạc tụng" hay "Ode hoan ca") là một bài ode được viết vào mùa hè năm 1785 bởi nhà thơ, nhà viết kịch và nhà sử học người Đức, Friedrich Schiller, bài này được xuất bản cùng năm trong tạp chí của ông mang tên Thalia. Một phiên bản sửa đổi sơ qua xuất hiện vào năm 1808, thay đổi hai dòng của khổ thơ đầu và bỏ đi phần khổ thơ cuối.
Nó được biết đến nhiều nhất với bản phổ nhạc của Ludwig van Beethoven trong chương thứ tư và cũng là chương cuối của bản giao hưởng số 9 của ông, dành cho bốn giọng đơn ca, đồng ca, cùng dàn nhạc.
Bài Khải hoàn ca được Hội đồng châu Âu chọn làm bài ca chính thức của Liên minh châu Âu năm 1972, và được Herbert von Karajan dàn dựng chính thức cho dàn nhạc.
Năm 2003, Liên minh Châu Âu chọn phần phổ nhạc của Beethoven cho bài thơ này làm bài ca chính thức cho EU, mà không có phần lời bằng tiếng Đức, vì ngày càng có nhiều thứ tiếng dùng trong Liên minh châu Âu. Do vậy, bài ca của EU thực tế là phần nhạc điệu của Beethoven chứ không phải bài thơ của Schiller, dù thế vẫn thể hiện rõ lý tưởng bác ái của phần lời. Lý tưởng này thể hiện bao quát trong bản phỏng theo của Beethoven ("tất cả mọi người đều là anh em"), hơn là trong bản gốc của Schiller "những kẻ ăn mày trở thành anh em với những ông hoàng."

## Bài thơ

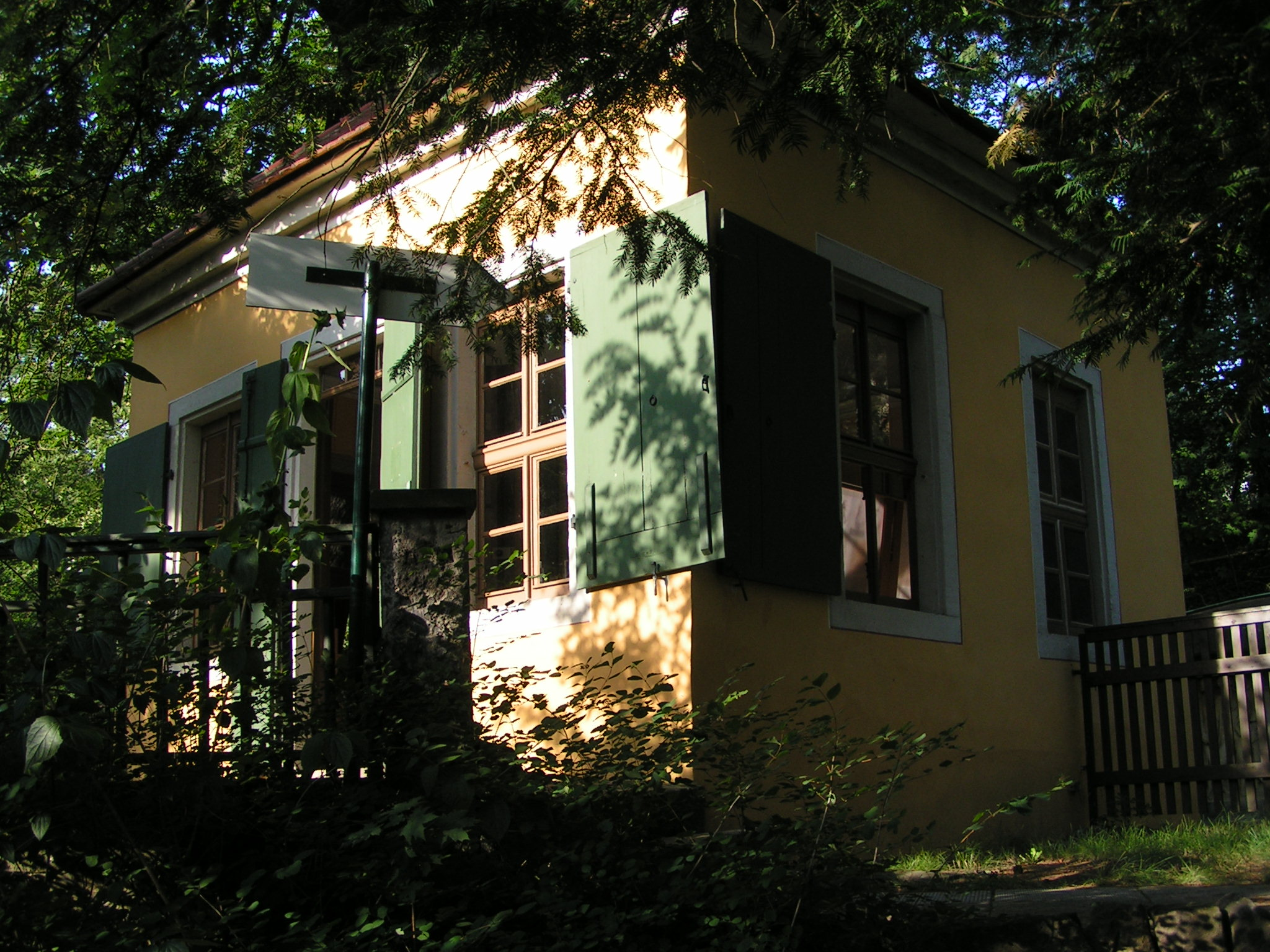
de, căn nhà gỗ nhỏ (giờ là một bảo tàng) ở ngoại ô Dresden, nơi Schiller viết Khải hoàn ca.

Friedrich Schiller, người đã nhiệt tình kỷ niệm tình huynh đệ và sự đoàn kết của toàn nhân loại, sau này đã thực hiện một số điều chỉnh nhỏ trong bài thơ khi nó được tái bản vào năm 1803, và nó là phiên bản sau này tạo nền móng cho bản giao hưởng nổi tiếng của Beethoven. Mặc cho sự phổ biến của khúc ode sau đó, bản thân Schiller trong quãng đời sau này coi nó như một thất bại, thậm chí còn đi xa hơn, cho rằng nó "xa rời thực tế" và "giá trị đó có thể cho hai chúng ta, nhưng không phải cho cả thế giới, không phải cho nghệ thuật thi ca", trong một bức thư viết vào năm 1800 cho người bạn vong niên và là người bảo trợ cho mình, Christian Gottfried Körner (người mà tình bạn giữa họ là cảm hứng ban đầu để Schiller viết nên khúc ode).
Trong phạm vi những tường thuật đã liệt kê ở trên là đúng sự thật, điều này có thể bắt nguồn từ việc Schiller thay đổi một từ khóa nhằm thoát khỏi nỗi sợ hãi. "Leonard Bernstein nhắc nhở khán giả của mình, bài thơ ban đầu có tựa Tự do ca (Ode to Freedom) và cụm từ 'Joy' (vui mừng, vui sướng) (Freude, thay vì Freiheit (tự do), thêm vào cột trụ thứ ba, Freundschaft) đến như một sự thay thế cho một chủ đề mang tính cởi mở hơn về chính trị."

## Nội dung
Sau đây là nội dung bài thơ của Schiller. Lưu ý là phần ca từ trong chương thứ tư của bản giao hưởng số 9 của Beethoven hơi khác một chút so với bản gốc của Schiller.
| Tiếng Đức Freude, schöner Götterfunken Tochter aus Elysium, Wir betreten feuertrunken, Himmlische, dein Heiligtum! Deine Zauber binden wieder Was der Mode Schwert geteilt; Bettler werden Fürstenbrüder, Wo dein sanfter Flügel weilt. Wem der große Wurf gelungen, Eines Freundes Freund zu sein; Wer ein holdes Weib errungen, Mische seinen Jubel ein! Ja, wer auch nur eine Seele Sein nennt auf dem Erdenrund! Und wer's nie gekonnt, der stehle Weinend sich aus diesem Bund! Freude trinken alle Wesen An den Brüsten der Natur; Alle Guten, alle Bösen Folgen ihrer Rosenspur. Küsse gab sie uns und Reben, Einen Freund, geprüft im Tod; Wollust ward dem Wurm gegeben, Und der Cherub steht vor Gott. Froh, wie seine Sonnen fliegen Durch des Himmels prächt'gen Plan, Laufet, Brüder, eure Bahn, Freudig, wie ein Held zum Siegen. Seid umschlungen, Millionen! Diesen Kuß der ganzen Welt! Brüder, über'm Sternenzelt Muß ein lieber Vater wohnen. Ihr stürzt nieder, Millionen? Ahnest du den Schöpfer, Welt? Such' ihn über'm Sternenzelt! Über Sternen muß er wohnen. | Tiếng Anh Joy, beautiful spark of God, Daughter of Elysium, We enter, fire-drunk, Heavenly, your shrine. Your magic reunites What custom's sword has parted; Beggars become princes' brothers Where your gentle wing alights. Whoever has succeeded in the great attempt To be a friend of a friend; Whoever has won a lovely woman Mix in your joy! Yes, also whoever only one soul Calls his own around the world! And whoever has never known of this, Steal away crying out from this group! All beings drink joy At the breasts of nature; All the good, all the bad Follow her trail of roses. She gave us kisses and vines, A friend, proven in death; Great pleasure was given to the worm, And the cherub stands before God. Glad, like his sun flies Through heaven's splendid plan, Run, brothers, your race, Joyful, like a hero to the victory. Be embraced, millions! This kiss to all the world! Brothers, over the starry firmament Must live a loving father. Do you bow down, millions? Do you sense the Creator, world? Seek him beyond the starry firmament! He must dwell beyond the stars. |

## Phổ nhạc
Trước Beethoven, Franz Schubert cũng đã viết nhạc cho bài thơ này với giọng đơn và dương cầm.